# White Lies
White Lies é uma banda inglesa de rock alternativo. Formada em 2007, a banda foi originalmente chamada de Fear of Flying. Os seus membros são Harry McVeigh (vocal e guitarra) Charles Cave (baixo e backing vocals), e Jack Lawrence-Brown (bateria). A banda é complementada por Tommy Bowen (teclados) durante performances ao vivo

## Integrantes

### Formação atual
- Harry McVeigh → vocal e guitarra
- Charles Cave → baixo e vocal de apoio
- Jack Lawrence-Brown → Bateria

### Artistas convidados
- Tommy Bowen → teclado (apresentações ao vivo)
- Rob Lee → guitarra (apresentações ao vivo)

## Discografia

### Álbuns de estúdio
- 2009 - To Lose My Life...
- 2011 - Ritual
- 2013 - Big TV
- 2017 - Friends
- 2019 - Five
- 2022 - As I Try Not to Fall Apart

## Videoclipes
| Música                       | Ano  | Álbum              | Diretor          |
| ---------------------------- | ---- | ------------------ | ---------------- |
| "Unfinished Business"        | 2008 | To Lose My Life... | Simon Green      |
| "Death"                      | 2008 | To Lose My Life... | Andreas Nilsson  |
| "To Lose My Life"            | 2009 | To Lose My Life... | Andreas Nilsson  |
| "Farewell to the Fairground" | 2009 | To Lose My Life... | Andreas Nilsson  |
| "Bigger than Us"             | 2010 | Ritual             | Jonas & François |
| "Strangers"                  | 2011 | Ritual             | Stephen Agnew    |
| "Holy Ghost"                 | 2011 | Ritual             |                  |
| "The Power & the Glory"      | 2011 | Ritual             |                  |
| "There Goes Our Love Again"  | 2013 | Big TV             | James Slater     |
| "First Time Caller"          | 2013 | Big TV             |                  |
| "Take it Out on Me"          | 2016 | Friends            | Harry McVeigh    |
| "Morning in LA"              | 2016 | Friends            | Chris Hugall     |
| "Hold Back Your Love"        | 2016 | Friends            | David Pablos     |
| "Don't Want To Feel It All"  | 2017 | Friends            | Alex Alvarez     |

## Prêmios e nomeações

### Prêmios
- 2009 MOJO Honours Lists: MOJO Breakthrough Award[3]
- 2009 Q Awards: Melhor Banda Nova[4]

### Nomeações
- 2009 NME Awards: Melhor Banda Nova[5]
- 2009 MTV Europe Music Awards:[6]